# Dorada
Dorada, sparus złotogłowy (Sparus aurata) – gatunek ryby okoniokształtnej z rodziny prażmowatych (Sparidae), jedyny przedstawiciel rodzaju Sparus.

## Zasięg występowania
Ryba ta występuje w Morzu Śródziemnym oraz pasie wód przybrzeżnych środkowej części wschodniego Oceanu Atlantyckiego.

## Charakterystyka

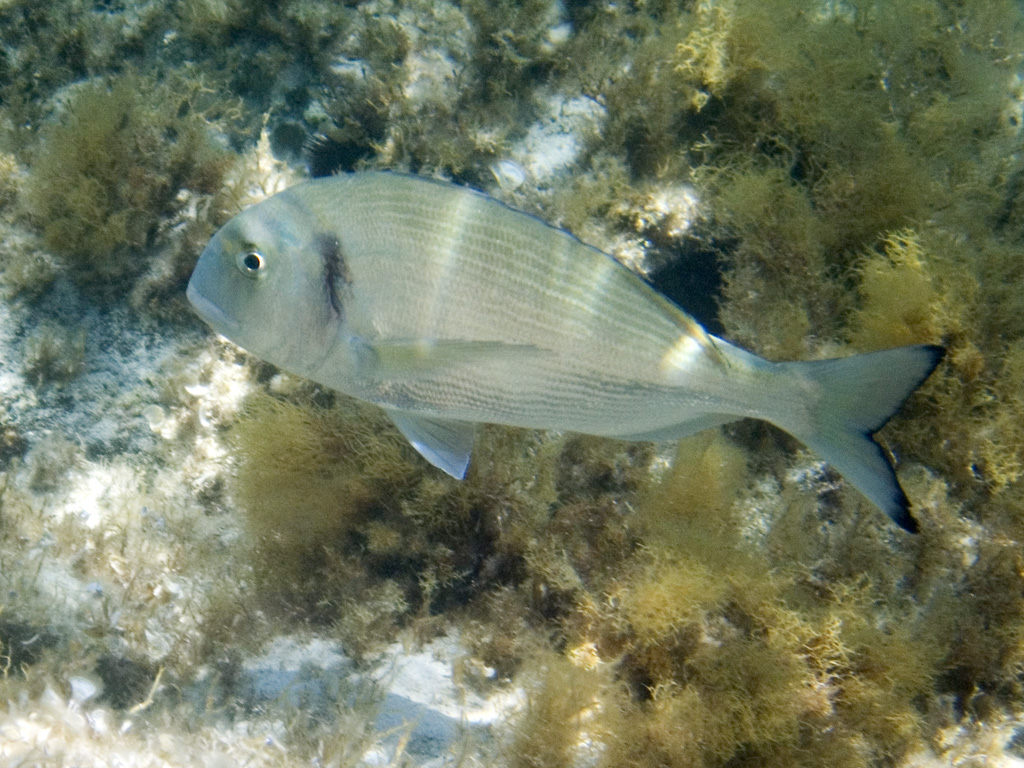
Dorada w środowisku naturalnym w pobliżu północno-zachodniego wybrzeża Sardynii

Ciało wysokie, bocznie ścieśnione. Mały otwór gębowy. Zęby na przodzie szczęk ostre, stożkowe, a na bokach i z tyłu – szerokie. Ubarwienie srebrzyste z ciemniejszym grzbietem i jaśniejszym brzuchem.
Dorada dosiąga długość ciała do 70 cm. 

## Znaczenie gospodarcze
Dorada jest gatunkiem o wysokiej wartości użytkowej, poławiana i hodowana w sadzach morskich (głównie w Grecji, Turcji, Hiszpanii, Włoszech, Chorwacji), a także poławiana w wędkarstwie. Dorada była ulubioną rybą starożytnych Rzymian. Spożywana najczęściej w postaci ryby patroszonej - pieczonej lub grillowanej, względnie filetów rybnych. Jest także używana jako składnik sushi.